# Иншири
Иншири (араб. ولاية إينشيري‎, фр. Inchiri) — область в Мавритании.
- Административный центр — город Акжужт.
- Площадь — 46 800 км², население — 11 322 человека (2000 год).

## География
На севере и северо-западе граничит с областью Дахлет Нуадибу, на востоке с областью Адрар, на юге с областью Трарза. На юго-западе выходит к Атлантическому океану.

## Административно-территориальное деление
Область состоит из 1 департамента Акжужт.